# Henrik Nyblom
Claes Henrik Nyblom, född 17 oktober 1986 i Skara domkyrkoförsamling, Skaraborgs län, är en svensk komiker och artist. 

## Biografi
Henrik Nyblom är född och uppvuxen i Skara. Nyblom var sångare i bandet Pippa Marias. Han har tillsammans med komikern Magnus Betnér drivit podden Puss och Kram sedan september 2022. Under hösten 2022 var Nyblom reporter i Parlamentet och under våren 2023 en av medlemmarna i den fasta panelen i Bäst i test.

## TV-medverkan (i urval)
- 2022 – Parlamentet
- 2023 – Bäst i test (TV-program)
- 2023 – Rostmacka
- 2025 – Detektiverna (TV-serie)

## Standup-turnéer och specials
- Standupturnén Puss & Kram[6] med Magnus Betnér, hösten 2022 och våren 2023 i 61 städer.
- Egna humorföreställningen Figaro Paninis Kakafoniska dödsdans[7], turné våren 2024 i 41 städer.